# Rundfunkjahr 1977

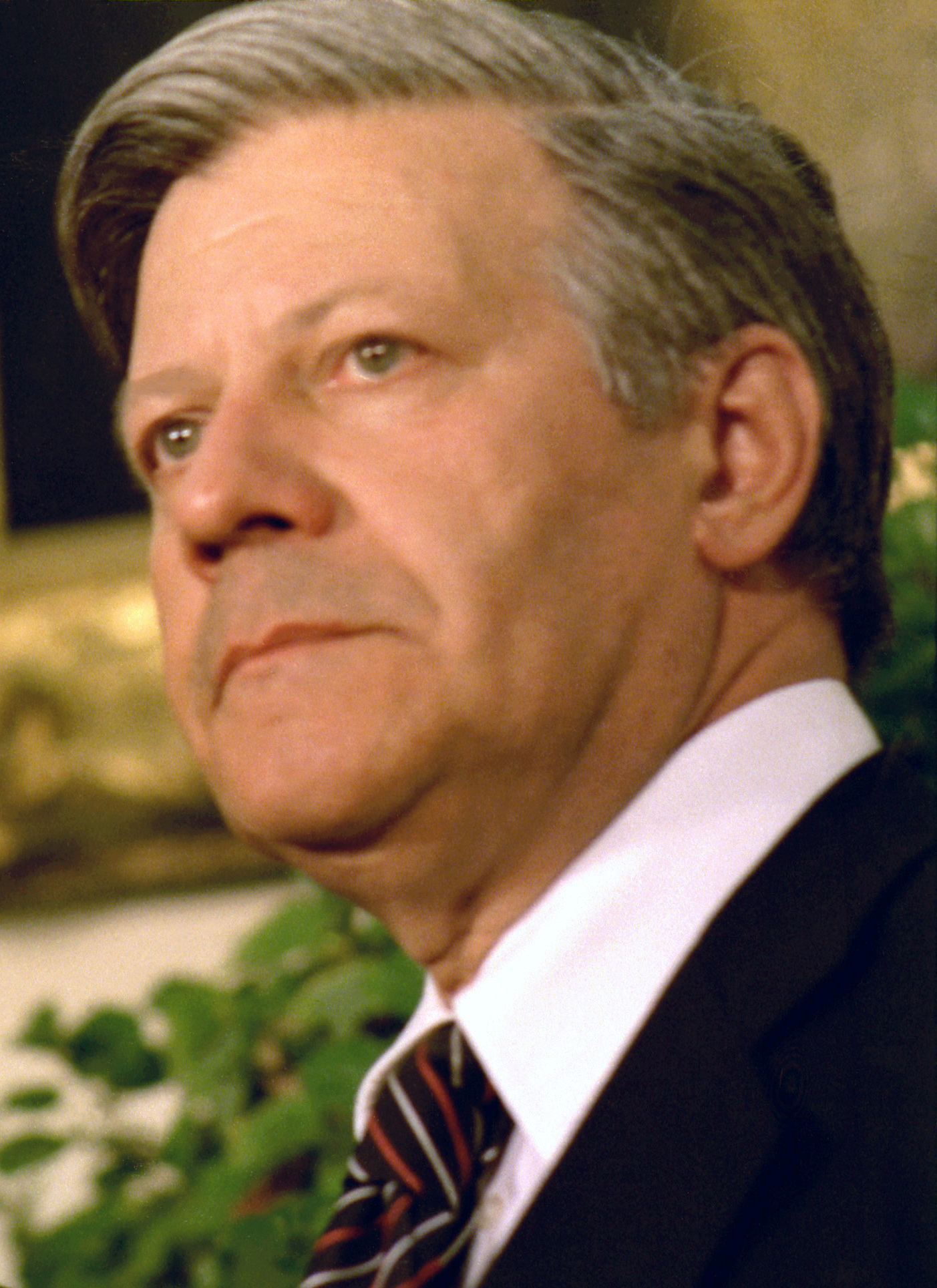
1977: Helmut Schmidt wendet sich via Fernsehen an die Schleyer-Entführer

Liste der Rundfunkjahre

◄◄ | ◄ | 1973 | 1974 | 1975 | 1976 | Rundfunkjahr 1977 | 1978 | 1979 | 1980 | 1981 | ► | ►►

Weitere Ereignisse

## Allgemein
- April – Apple bringt mit dem Apple II einen der ersten Mikrocomputer der Welt auf den Markt. Im gleichen Jahr stellt die Firma Commodore auf der Fachmesse Consumer Electronics Show in Las Vegas den PET 2001 als Konkurrenzprodukt vor.
- 13. Juli – Nach einem durch Blitzeinschläge verursachten, stundenlangen Stromausfall in Teilen des Bundesstaates New York und New York City kommt es in zu Unruhen und Plünderungen. Am stärksten betroffen davon sind Bezirke von Brooklyn wie Crown Heights oder Bushwick.
- 16. August – 4. September – Auf der Berliner Funkausstellung wird von ARD und ZDF das „Videotext“-Verfahren demonstriert.

## Hörfunk
- 15. Februar – Die ARD eröffnet ein Korrespondentenbüro in Peking.
- 12. März – In Italien wird der autonome Radiosender Radio Alice wegen „Aufrufs zur Gewalt“ und „Rädelsführerschaft“ vom kommunistischen Bürgermeister von Bologna Renato Zangheri geschlossen.
- 13. Juni – Auf Ö1 startet die werktägliche Anrufersendung Von Tag zu Tag. In der auch als Ö1 Tagebuch genannten Reihe, die zunächst Vormittags auf Sendung geht, aber noch im gleichen Jahr auf einen (bis zu ihrer Einstellung im Jahr 2017 fixen) Programmplatz am frühen Nachmittag wechselt, werden Gäste zu verschiedenen, oft tagesaktuellen Themen eingeladen, an die Hörer Fragen richten können. In der ersten, von Volkmar Parschalk moderierten Sendung ist der Schriftsteller Manès Sperber zu Gast.
- 9. Oktober – Der österreichische Hörfunksender Ö1 überträgt den simultanen Stereoton zum ersten ORF-Stereokonzert im Fernsehen.
- 15. Oktober – Start der Ö1-Featurereihe Hörbilder mit dem von Alfred Treiber und Richard Goll gestalteten Feature Zeltweg – Akustisches Portrait eines Spektakels.

## Fernsehen
- 1. Januar – Die Comedy-Show für Kinder Babbelgamm – Lach und Lügengeschichten mit Peter Rapp hat im ZDF Premiere.
- 2. Januar – Im Deutschen Fernsehen ist die englische Serie Sklaven zu sehen.
- 4. Januar – Im Deutschen Fernsehen wird die 6-teilige Serie Der Junge mit den Goldhosen ausgestrahlt.
- 7. Januar – Auf DDR1 wird die erste Folge der Unterhaltungsserie Zur See ausgestrahlt. Sie ist ein Vorbild für die vom ZDF produzierte Reihe Das Traumschiff.
- 15. Januar – Erstausstrahlung der von Joachim Fuchsberger moderierten Spieleshow Auf Los geht’s los.
- 1. Februar – Die italienische RAI beginnt mit der Ausstrahlung von Farbfernsehsendungen.
- 6. Februar – Die Spieleshow Spiele ohne Sieger wird vom NDR ausgestrahlt. Moderator ist Christoph Riemer.
- 4. März – Das ZDF übernimmt das Sportstudio für Jugendliche Pfiff.
- 10. März – Im Deutschen Fernsehen ist erstmals in deutscher Erstausstrahlung Toma zu sehen.
- 20. März – Im ZDF ist die Mysteryserie Ein Mann kam im August zu sehen.
- 27. März – Nastassja Kinski ist in der Tatort-Folge Das Reifezeugnis zu sehen.
- 1. April – Im ARD-Regionalprogramm des WDR ist zum ersten Mal Die Mädchen aus dem Weltraum zu sehen.
- 16. April – Die US-Serie Mein Freund Taffdi ist erstmals im ZDF zu sehen.
- 17. April – Tiere vor der Kamera wird vom Deutschen Fernsehen ausgestrahlt.
- 30. April – Das ZDF übernimmt zum ersten Mal die deutsche Krimiserie Peter Voss – Der Millionendieb.
- 10. Juli – Im Deutschen Fernsehen ist erstmals die US-Abenteuerserie Spencers Piloten zu sehen.
- 23. Juli – Der WDR überträgt die erste Rockpalast Nacht.
- 7. August – Im ZDF ist die Science-Fiction-Serie Mondbasis Alpha 1 zu sehen.
- 5. September – Beginn des Deutschen Herbstes: wenige Stunden nach der Entführung von Hanns Martin Schleyer durch Terroristen der Rote Armee Fraktion wendet sich Bundeskanzler Helmut Schmidt via Fernsehen direkt an die Entführer: Sie mögen in diesem Augenblick ein triumphierendes Machtgefühl empfinden. Aber Sie sollen sich nicht täuschen. Der Terrorismus hat auf Dauer keine Chancen, denn gegen den Terrorismus steht nicht nur der Wille der staatlichen Organe, gegen den Terrorismus steht der Wille des ganzen Volkes.[1]
- 1. Oktober – Der BR strahlt die erste Folge der Unterhaltungsreihe Polizeiinspektion 1 aus.
- 15. Oktober – Das Deutsche Fernsehen strahlt drei Tage vor der Auffindung seiner Leiche eine von seinen Entführern aufgenommene Videosequenz Hanns Martin Schleyers aus.
- 6. November – Die letzte Folge der von Ernst Stankovski moderierten ZDF-Sendung Erkennen Sie die Melodie? wird ausgestrahlt.
- 8. November – Bei der Ausstrahlung des unter der Regie Wolfgang Petersen entstandenen Fernsehfilmes Die Konsequenz schaltet sich der BR aus dem Gemeinschaftsprogramm der ARD aus. Der Film behandelt die Probleme eines gleichgeschlechtlichen Paares.
- 30. November – Der ORF strahlt das für das Fernsehen von Otto M. Zykan komponierte Musikstück Die Staatsoperette aus. Das umstrittene Stück deutet die bisherige „offizielle“ Sicht auf die österreichische Geschichte der Zwischenkriegszeit neu.
- 3. Dezember – Das ZDF zeigt erstmals eine Folge der Muppet Show. Gaststar der ersten Ausgabe ist die Schauspielerin Rita Moreno.
- 3. Dezember – Unter dem Titel Anarchie im 4/4-Takt – Punknoten statt Banknoten ist in der ORF-Jugendreihe Ohne Maulkorb eine von Andreas Friesz gestaltete ausführliche Dokumentation über den in London aufkommenden Punkrock zu sehen. Der Film mit zahlreichen Interviews und seltenen Konzertmitschnitten von Bands wie X-Ray Spex oder Alternative TV macht Punk einem breiteren Publikum in Österreich vertraut.[2]
- 10. Dezember – Im ZDF und ORF ist die erste von Michael Schanze moderierte Folge der Kinderspieleshow 1, 2 oder 3 zu sehen.

## Geboren
- 24. Januar – Michelle Hunziker, Moderatorin der zweiten Staffel von Deutschland sucht den Superstar, Sängerin und Model wird in Sorengo im italienischsprachigen Teil der Schweiz geboren.
- 23. März – Wayne Carpendale, deutscher Schauspieler, Darsteller der Rolle des „Dr. Bergmann“ in der ZDF-Serie Der Landarzt, wird in Köln geboren.
- 11. Mai – Sina Mainitz, deutsche Börsenreporterin des ZDF, wird in Marburg, Hessen geboren.
- 16. Mai – Melanie Lynskey, neuseeländische Schauspielerin („Rose“ in Two and a Half Men, 2003–2007) wird in New Plymouth, Neuseeland geboren.
- 30. Juli – Jaime Pressly, US-amerikanische Schauspielerin (My Name Is Earl) wird im US-Bundesstaat North Carolina geboren.
- 20. Oktober – Rebecca Siemoneit-Barum, deutsche Schauspielerin („Iphigenie Beimer“ in der WDR-Serie Lindenstraße) wird in Ulm geboren.

## Gestorben
- 23. Januar – Otto Lüthje, deutscher Schauspieler, stirbt 74-jährig in Hamburg. Er war vor allem durch die zahlreichen Fernsehübertragungen aus dem Hamburger Ohnsorg-Theater bekannt.
- 21. Juli – Henry Vahl, deutscher Schauspieler, bekannt durch das Ohnsorg-Theater, stirbt 79-jährig in Hamburg.
- 5. August – Gerhard Just, deutscher Schauspieler, stirbt 73-jährig in Tübingen. Er wirkte in weit über 100 Hörspielen mit.
- 19. August – Groucho Marx, US-amerikanischer Schauspieler, Mitglied der Komikergruppe Marx Brothers, stirbt 86-jährig in Los Angeles. Er moderierte zwischen 1947 und 1961 die zunächst im Hörfunk und später im Fernsehen ausgestrahlte äußerst populäre Quizshow You Bet Your Life.
- 4. Oktober – Alfred Pongratz, deutscher Schauspieler stirbt 77-jährig in München.
- 14. Oktober – Bing Crosby, US-amerikanischer Schauspieler und Hörfunkmoderator stirbt 74-jährig in Madrid.
- 22. Dezember – Ernst Waldbrunn, österreichischer Schauspieler und Kabarettist stirbt 70-jährig in Wien. Waldbrunn wurde während der 1960er-Jahre durch zahlreiche Auftritte in für das Fernsehen aufgezeichneten Simpl-Programmen einer breiten Öffentlichkeit in Österreich bekannt.
- 31. Dezember – Hans Rothe, deutscher Schriftsteller, Dramaturg, Autor zahlreicher Hörspiele und Übersetzer der Werke von William Shakespeare stirbt 83-jährig in Florenz.